# Inhibicja allosteryczna
Inhibicja allosteryczna – obniżenie aktywności katalitycznej enzymu w wyniku zmiany jego konformacji spowodowanej przyłączeniem się inhibitora do innego miejsca niż miejsce aktywne. W związku z brakiem współzawodnictwa substratu i inhibitora o miejsce aktywne, zwiększenie stężenia substratu nie może przezwyciężyć inhibicji. Inhibitor znacznie zmniejsza liczbę obrotów enzymu, nie ma wpływu na liczbę cząsteczek enzymu wiążących substrat.
W przypadku inhibicji allosterycznej obserwuje się brak zmiany wartości stałej Michaelisa (gdyż miejsc wiążących na enzymie dostępnych dla substratu jest tyle samo), przy jednoczesnym pomniejszeniu wartości szybkości maksymalnej (z powodu działania inhibitora, zmniejszającego szybkość reakcji katalizowanej przez enzym).